# Nos plus belles années (film, 1973)
Pour les articles homonymes, voir Nos plus belles années ou The Way We Were (homonymie).
Pour plus de détails, voir Fiche technique et Distribution.
Nos plus belles années (The Way We Were) est un film américain réalisé par Sydney Pollack, sorti en 1973.

## Synopsis
Aux États-Unis, entre 1937 et 1950. Katie et Hubbell se sont rencontrés à l'université. Lui était un étudiant et play-boy désinvolte, elle, une ardente militante communiste.
Ils se retrouvent quelques années plus tard à New York pendant la guerre et l'amour fait le reste. Après leur mariage, ils vont habiter à Hollywood : jeune et brillant écrivain, Hubbell prépare un scénario lorsque commence la chasse aux sorcières, la sombre période du maccarthysme…

## Fiche technique
Sauf indication contraire, les informations mentionnées dans cette section peuvent être confirmées par la base de données cinématographiques IMDb,  présente dans la section « Liens externes ».
- Titre français : Nos plus belles années
- Titre original : The Way We Were
- Réalisation : Sydney Pollack
- Scénario : Arthur Laurents, avec les participations non créditées de Francis Ford Coppola, David Rayfiel et Dalton Trumbo
- Directeur de la photographie : Harry Stradling Jr.
- Musique : Marvin Hamlisch
- Costumes : Dorothy Jeakins et Moss Mabry
- Montage : John F. Burnett
- Superviseuse au montage : Margaret Booth
- Production : Ray Stark
- Sociétés de production : Columbia Pictures et Rastar Productions
- Distribution : Columbia PicturesT
- Budget : 15 000 000 $
- Pays d'origine :  États-Unis
- Langue originale : anglais
- Format : 35 mm - Panavision - Technicolor - 2.35:1 - son mono en VF stéréo en VO
- Genre : drame, musical, romance
- Durée : 118 minutes
- Dates de sortie[1] :

 États-Unis : 16 octobre 1973
 France : 5 février 1974, 18 décembre 2013 (ressortie en copie numérique 4K et VF stéréo pour les 40 ans du film)
- Affiche : Bill Gold (États-Unis)

## Distribution
- Barbra Streisand (VF : Michèle Bardollet) : Katie Morosky
- Robert Redford (VF : Claude Giraud) : Hubbell Gardiner
- Bradford Dillman (VF : Roland Ménard) : J. J.
- Lois Chiles (VF : Évelyn Séléna) : Carol Ann
- Patrick O'Neal (VF : Jacques Degor) : George Bissinger
- Viveca Lindfors (VF : Denise Bosc) : Paula Reisner
- Allyn Ann McLerie (VF : Paule Emanuele) : Rhea Edwards
- Murray Hamilton (VF : Albert Augier) : Brooks Carpenter
- Herb Edelman (VF : Henry Djanik) : Bill Verso
- Diana Ewing (VF : Jocelyne Darche) : Vicki Bissinger
- Sally Kirkland (VF : Nicole Favart) : Pony Dunbar
- Marcia Mae Jones (VF : Lita Recio) : Peggy Vanderbilt
- Don Keefer : l'acteur
- George Gaynes : le capitaine Morocco
- Eric Boles : le caporal
- Barbara Peterson : Ashe Blonde
- Roy Jenson : le capitaine
- Brendan Kelly : Rally Speaker
- James Woods (VF : Jean-Pierre Dorat) : Frankie McVeigh
- Connie Forslund (VF : Claude Chantal) : Jenny
- Susan Blakely (VF : Liliane Patrick) : Judianne
- Suzanne Zenor (VF : Béatrice Delfe) : la blonde séductrice
- Dan Seymour : un invité
- Marvin Hamlisch : un invité (non crédité)
- Cornelia Sharpe : une fille à la fête (non créditée)

## Production
Le tournage a lieu dans l'État de New York (l'Union College de Schenectady, Ballston Spa Front street) notamment à Manhattan (Central Park, Plaza Hotel). Il se déroule également en Californie : Malibu, au Beverly Hills Hotel à Beverly Hills, aux Warner Bros. Studios de Burbank ou encore à la gare de Los Angeles.

## Distinctions principales
Source et distinctions complètes : Internet Movie Database

### Récompenses
- Oscars 1974 : meilleure chanson originale pour The Way We Were, meilleure musique de film - partition originale pour Marvin Hamlisch
- Golden Globes 1974 : meilleure chanson originale pour The Way We Were

### Nominations
- Oscars 1974 : meilleure actrice pour Barbra Streisand, meilleure photographie pour Harry Stradling Jr., meilleurs costumes pour Dorothy Jeakins et Moss Mabry
- Golden Globes 1974 : meilleure actrice dans un film dramatique pour Barbra Streisand
- BAFTA 1975 : meilleure actrice pour Barbra Streisand

## Commentaires
- Si vous ne connaissez pas le sujet, laissez ce bandeau (vous pouvez alors contacter les auteurs).
- Si vous supprimez le contenu mis en cause (vous pouvez préalablement contacter les auteurs),

argumentez précisément cette suppression dans la page de discussion
(un manque de référence n'est pas un argument ; une recherche réelle de référence doit avoir été effectuée, être formellement documentée).
Le fossé culturel entre deux groupes sociaux s’exprime dans les péripéties amoureuses d’un couple qui se fait et se défait. C’est le contraste entre l’intellectuel et le savant décrit par Jean-Paul Sartre dans sa « plaidoirie pour les intellectuels ». L’intellectuel pose des questions angoissantes, tandis que le savant donne des réponses sécurisantes. L’intellectuel se fait passer pour l’empêcheur de penser en rond, pendant que le savant fait des ronds de pied à pleine vitesse pour sa propre gloire. Juive new-yorkaise tourmentée d’inquiétudes et d'incertitudes sur la montée de la guerre à partir de l’Espagne en 1937, Katie Morosky est séduite par la calme assurance désinvolte de Hubbell Gardiner, un « WASP» (blanc anglo-saxon protestant) séduit en retour par le bouillonnant caractère d’une Juive qui va au fond de ses idées et de ses opinions.
La séquence d’ouverture montre Katie en premier plan d’une manifestation pacifiste en 1937 contre la guerre en Europe dont le prologue est la guerre d’Espagne de 1936-1939. La séquence de fermeture montre Katie en premier plan d’une manifestation pacifiste contre la bombe atomique en 1950, durant la « guerre froide ». En vingt ans, les caractères des protagonistes se sont affermis. Les doutes et les incertitudes de Katie se sont montrés sous la forme de fidélité et loyauté à la cause défendue, dans les tourments de la vie. La calme assurance désinvolte de Hubbell s’est montrée comme une enveloppe carriériste d’un intérieur vide opportuniste prêt à toute compromission suivant le sens du bon vent. La confiance en soi et en ses idées de Hubbell n’est que le produit du groupe dominant de l’Amérique anglaise. Les doutes et les incertitudes de Katie sont celles de ceux qui cherchent à aller au-delà des apparences et des évidences.